# 페니 세러네이드
페니 세러네이드(Penny Serenade)는 미국에서 제작된 조지 스티븐스 감독의 1941년 드라마, 멜로/로맨스 영화이다. 아이린 던 등이 주연으로 출연하였고 조지 스티븐스 등이 제작에 참여하였다.

## 출연

### 주연
- 아이린 던
- 캐리 그랜트

### 조연
- 벨루아 본디
- 에드가 뷰캐넌
- 앤 도란
- 레너드 윌리
- 월리스 클락
- 월터 소더링
- 스탠리 브라운
- 잭 뷰캐넌
- 베스 플라워스
- 에디 로튼
- 애드리언 모리스
- 에드워드 페일 시니어

## 제작진
- 협력프로듀서: 프레드 귀올
- 미술: 리오넬 뱅스